# Георги Пирински-старши
Георги (Гео) Николов Зайков, известен като Пирински, е комунистически и профсъюзен деец от България, македонист.

## Биография
Зайков е роден на 15 август 1901 година в Банско. След Илинденското въстание баща му Никола Зайков, който е член на ВМОРО, е осъден на доживотен затвор и заточен в Еди Куле в Солун, но след Хуриета на младотурците през 1908 г. е амнистиран.
Учи в гимназия Разлог и Кюстендил. След като завършва образованието си в Банско, Пирински започва работа и гравитира около левичарските среди, свързани с БКП.

## Емиграция в САЩ
През размирната за България 1923 г. младият Гео напуска страната и емигрира в САЩ, където е брат му. Пристига в Америка на 2 август 1923 г. Получава популярната още тогава „зелена карта"; тя не осигурява пълни граждански права, но и не създава пречки за относително пълноценен живот в страната. Първоначално е миньор в областта Месаби в щата Минесота, но след година започва работа във фабриката за вагони в Медисън, където влиза в редиците на Комунистическата партия на САЩ, чийто член е до 1951 г. Спомага за основаване на комунистическа група в миньорското селище Хибинг. Откъдето е делегат на провелата се в Детройт Първа национална конференция на българските комунистически групи в САЩ (1925). Трудовата му дейност приключва с автомобилните заводи „Дженерал Мотърс“ в град Понтиак.
После се отдава на организационна работа. Става функционер на Македоно-американския народен съюз – организация с председател Смиле Войданов на левите македонски емигранти, която е алтернатива на Македонската патриотична организация. Организацията има за цел обединението на Македония в „независима държава на македонски славяни, албанци, евреи, турци и аромъни“. Така, фактически Зайков развива коминтерновска пропаганда, целяща създаването на Балканска федерация.
Зайков редактира вестниците „Балканско сдружение“ (1931 – 1933), преименуван на „Трудова Македония“ (1934 – 1938) и „Съзнание“ (1935 – 1936) – официален орган на Българското бюро към Националния комитет на КП на САЩ, а след 1938 година и вестник „Народна воля“. Активистите на Македонския съюз се мъчат да спечелят авторитет и пред Международния комитет за политически затворници със седалище Ню Йорк. По нареждане от Коминтерна в Детройт на 19 октомври 1941 г. се създава Славянски конгрес. Половин година по-късно вече съществува Американски славянски комитет със седалище Ню Йорк, на който той е отговорен секретар. Първата жена на Пирински е Ирина Кушнер от Литва, която е с еврейски корени. Там се запознава и с втората си съпруга – Полина Клопака, журналистка от Словения, също с еврейско потекло. В края на 1940-те години Пирински е обвинен, че проповядва насилствено сваляне на американското правителство. Той е арестуван и осъден на 10 години лишаване от свобода или екстрадиране. Предпочита затвора „Елис Айлънд", но на 2 август 1951 г. все пак е репатриран.

## Отново в България
В социалистическа България го посрещат като герой. Става член на БКП. Става първи заместник-председател на Националния комитет за защита на мира и член на Световния съвет на мира през 1951 г., а от 1969 г. е негов председател. На 11 декември 1959 г. е предложен за посланик във Великобритания, но там кандидатурата му не е приета. Издава няколко книги и оставя ръкописа „Дълъг път". Доживява зората на демократизацията. На преклонна възраст има куража да признае: 
| „ | Аз няма да си простя, докато съм жив, че в името на партийната дисциплина в оня фанатичен вид, в който тогава я разбирахме, не проявих историческа далновидност. | “ |

 В периода 1966 – 1990 г. е член на Централната контролно-ревизионна комисия при ЦК на БКП. Народен представител в 5, 6 и 7 НС. Секретар е на комисията по външна политика на народното събрание. Герой на социалистическия труд (указ № 1671 от 14 август 1981).
Съпругата му Полин Пиринска става преподавател по американска литература в Софийския университет „Климент Охридски“, а синът му Георги Пирински се издига като активист на БКП и председател на XL народно събрание.
Георги Пирински умира на 7 декември 1992 година в София.
Автор е на мемоарните книги „Двата свята в моя живот“ и „Какво видях и преживях в Америка“. Негов личен архивен фонд се съхранява в Държавна агенция „Архиви“.